# Quốc hội Chính quyền Nhân dân Cuba
Quốc hội Chính quyền Nhân dân (tiếng Tây Ban Nha: Asamblea Nacional del Poder Popular) là Quốc hội lập pháp của Cộng hòa Cuba và là cơ quan quyền lực tối cao của Nhà nước. Quốc hội bao gồm các đại biểu được bầu với nhiệm kỳ 5 năm tái cử, đại diện cho 168 khu tự quản. Quốc hội hiện có 605 đại biểu sau cuộc tổng tuyển cử cuối cùng được tổ chức vào năm 2018, tương ứng với Quốc hội khóa IX. Theo kế hoạch, sau cuộc bầu cử năm 2023, số lượng đại diện sẽ giảm xuống còn 474.
Hiện tại, chủ tịch Quốc hội là Esteban Lazo Hernández và phó chủ tịch là Ana María Mari Machado.
Quốc hội họp thường kỳ hai kỳ họp mỗi năm với thời gian kéo dài từ hai hoặc ba ngày mỗi kỳ họp. Thời gian giữa các kỳ họp, các ủy ban Quốc hội sẽ nhóm họp, đồng thời trong thời gian này Hội đồng Nhà nước sẽ thực hiện vai trò Quốc hội.

## Tổng quan
Theo Hiến pháp 2019, Quốc hội của Chính quyền Nhân dân là cơ quan quyền lực tối cao của Nhà nước. Đại diện cho toàn thể nhân dân và thể hiện quyền lực của nhân dân. Là cơ quan duy nhất được trao quyền lập hiến và lập pháp.
Quốc hội của Chính quyền Nhân dân được tổ chức lần đầu tiên năm 1976 sau khi Hiến pháp 1976 được trưng cầu dân ý ngày 14/2/1976. Phiên họp đầu tiên được diễn ra ngày 2/12/1976. 

## Nhiệm kỳ
Quốc hội bao gồm những đại biểu được bầu tự do, trực tiếp và bỏ phiếu kín, theo tỷ lệ và thủ tục của pháp luật, và có nhiệm kỳ 5 năm.
Nhiệm kỳ chỉ có thể được gia hạn khi có chiến tranh hoặc trong hoàn cảnh đặc biệt không thể bầu cử và tới khi hoàn cảnh kết thúc hoặc được đa số không ít hơn hai phần ba tổng số đại biểu thông qua. 

## Bầu cử Đại biểu
Tiến trình bầu cử cho các đại biểu được khởi xướng bởi các Ủy ban Bảo vệ Cách mạng (CDR), triệu tập Ủy ban Đề cử ứng cử viên thông qua bỏ phiếu, mỗi lá phiếu riêng lẻ thể hiện bằng chứng hỗ trợ. Các ứng cử viên  được chọn bởi "yếu tố", chẳng hạn như Trung tâm Những người lao động Cuba và các tổ chức khác như Liên đoàn Phụ nữ Cuba, Đoàn Thanh niên Cộng sản, Hội Sinh viên Đại học, Hiệp hội Nông dân Nhỏ Quốc gia, Liên minh Quốc gia Văn Nghệ sĩ Cuba.
Các ứng cử viên được đề cử bởi Ủy ban Đề cử được xem xét bởi các Hội đồng Quyền lực Nhân dân tương ứng, phê duyệt bằng một cuộc bỏ phiếu. Một khi các ứng cử viên đã được phê duyệt, các ứng viên được đưa vào một dự thảo do Ủy ban Ứng cử Quốc gia trình lên Hội đồng Nhà nước.
Danh sách kết quả thông qua với sự chấp thuận của dân số bằng cách bỏ phiếu trực tiếp và bí mật. Số phiếu phải được đa số, nếu không, vòng thứ hai sẽ được tổ chức tiếp tục.

## Quyền và nhiệm vụ
Quốc hội có quyền hạn và nhiệm vụ như sau:
- Quyết định sửa đổi Hiến pháp;
- Chấp thuận, sửa đổi hoặc hủy bỏ luật sau khi tham luận ý kiến của người dân đã được cân nhắc cần thiết quan điểm về vấn đề của luật;
- Quyết định tính hợp hiến của các luật, sắc lệnh, nghị định và các điều khoản chung khác;
- Thu hồi toàn bộ hoặc một phần sắc lệnh được ban hành bởi Hội đồng Nhà nước;
- Thảo luận và thông qua kế hoạch phát triển kinh tế xã hội;
- Thảo luận và thông qua ngân sách nhà nước;
- Thông qua nguyên tắc hoạt động kế hoạch và quản lý nền kinh tế Nhà nước;
- Thông qua hệ thống tín dụng và tiền tệ;
- Thông qua tổng quát chung về chính sách đối nội và đối ngoại;
- Tuyên bố chiến tranh khi bị xâm lược quân sự hoặc chấp thuận hiệp ước hòa bình;
- Thiết lập và điều chỉnh phân cấp hành chính-chính trị của đất nước;
- Bầu Chủ tịch, Phó Chủ tịch và thư ký Quốc hội;
- Bầu Chủ tịch, Phó Chủ tịch thứ nhất, Phó Chủ tịch, Thư ký và thành viên khác của Hội đồng Nhà nước;
- Chấp thuận sự đề nghị của Chủ tịch Hội đồng Nhà nước, Phó chủ tịch thứ nhất, phó chủ tịch và thành viên khác của Hội đồng Bộ trưởng;
- Bầu Chánh án, Phó Chánh án và các thẩm phán của Tòa án Nhân dân Tối cao;
- Bầu viện trưởng và phó viện trưởng Viện kiểm sát Cộng hòa;
- Bổ nhiệm ủy ban thường trực và lâm thời;
- Thu hồi việc bầu cử hoặc người được bầu hoặc người được bổ nhiệm;
- Thi hành việc giám sát tối cao nhà nước và cơ quan chính quyền;
- Nắm được tình hình và đánh giá và chấp thuận quyết định thích hợp về bản báo cáo đệ trình lên của Hội đồng Nhà nước, Hội đồng Bộ trưởng, Tòa án Nhân dân Tối cao, Văn phòng Viện Kiểm sát Cộng hòa, và Hội đồng Nhân dân của Tỉnh;
- Thu hồi điều khoản hoặc sắc lệnh của Hội đồng Nhà nước và nghị định của Hội đồng Bộ trưởng khi không phù hợp với Hiến pháp hoặc luật;
- Thu hồi hoặc điều chỉnh quyết định hoặc điều khoản của cơ quan Hội đồng Nhân dân địa phương khi trái với Hiến pháp, luật, sắc lệnh, nghị định và quy định được ban hành bởi cơ quan tối cao, hoặc xâm phạm tới lợi ích của địa phương hoặc đất nước;
- Ban hành ân xá;
- Kêu gọi sự trưng cầu dân ý phù hợp với Hiến pháp và cân nhắc thích hợp của Quốc hội;
- Thiết lập thước đo và quy định;
- Tất cả quyền lực khác phù hợp với Hiến pháp;

Tất cả các luật và nghị quyết của Quốc hội trừ việc sửa đổi Hiến pháp đều được chấp thuận và thực hiện bỏ phiếu đa số. Và có hiệu lực từ ngày ký, và được công bố trên công báo của Cộng hòa.

## Phiên họp
Quốc hội tổ chức 2 phiên họp 1 năm và phiên họp đặc biệt theo yêu cầu của 1/3 số thành viên Quốc hội hoặc Hội đồng Nhà nước triệu tập.
Phiên họp Quốc hội chỉ được tổ chức khi có 1/2 đại biểu tham dự. Tất cả các phiên họp đều được công khai, trừ những phiên họp mang tình chất đặc biệt căn cứ theo đề nghị nhà nước.

## Tổ chức Quốc hội
Quốc hội Chính quyền Nhân dân khi thành lập cơ quan lập pháp mới, bầu ra Chủ tịch, Phó Chủ tịch và Tổng thư ký trong số các đại biểu.
Quốc hội cũng bầu ra Hội đồng Nhà nước, trong số đại biểu, làm cơ quan đại diện Quốc hội giữa các kỳ họp, đồng thời thực hiện các chức năng và nhiệm vụ khác theo luật định.
Ngoài ra Quốc hội còn lập ra Ủy ban Thường trực gồm Chủ tịch, Phó Chủ tịch, Tổng thư ký và số lượng ủy viên do Quốc hội quyết định.
Quốc hội gồm các Ủy ban sau:
- Ủy ban Hiến pháp và pháp luật
- Ủy ban Đối ngoại
- Ủy ban Dịch vụ
- Ủy ban Cơ quan Địa phương
- Ủy ban Trẻ em, Thanh niên và Quyền Bình đẳng cho Phụ nữ
- Ủy ban Sức khỏe và thể thao
- Ủy ban Kinh tế
- Ủy ban Giáo dục, Văn hóa, Khoa học, Công nghệ và Môi trường
- Ủy ban Công nghiệp, Xây dựng và Năng lượng
- Ủy ban Quốc phòng và An ninh
- Ủy ban Lương thực nông nghiệp

## Chủ tịch Quốc hội
Chủ tịch Quốc hội có quyền và nhiệm vụ sau:
- Chủ trì phiên họp của Quốc hội và điều chỉnh để phù hợp;
- Triệu tập các phiên họp thường kỳ của Quốc hội;
- Đề nghị chương trình nghị sự cho phiên họp của Quốc hội;
- Ký và ban hành trên công báo các luật và nghị quyết, nghị định được thông qua bởi Quốc hội;
- Tổ chức đối ngoại quốc tế của Quốc hội;
- Tiến hành và tổ chức công việc của Ủy ban lâm thời và thường trực được Quốc hội chỉ định;
- Tham dự phiên họp của Hội đồng Nhà nước;

Danh sách Chủ tịch Quốc hội của Chính quyền Nhân dân
| Khóa | Thứ | Chân dung       | Tên (Năm sinh–Năm mất)                | Đảng               | Nhiệm kỳ                                    | Phó Chủ tịch                    | Thư ký                 |
| ---- | --- | --------------- | ------------------------------------- | ------------------ | ------------------------------------------- | ------------------------------- | ---------------------- |
| I    | 1   |                 | Blas Roca Calderio (1908–1987)        | Đảng Cộng sản Cuba | 1976 – 1981                                 | Raúl Roa García                 | José Arañaburu García  |
| II   | 2   |                 | Flavio Bravo Pardo (1921–1988)        | Đảng Cộng sản Cuba | 1981 – 1986                                 | Jorge Lezcano Pérez             | José Arañaburu García  |
| III  | 2   |                 | Flavio Bravo Pardo (1921–1988)        | Đảng Cộng sản Cuba | 1986 – 1987                                 | José Arañaburu García           | Ernesto Suárez Méndez  |
| III  | 3   |                 | Severo Aguirre del Cristo (1912-1992) | Đảng Cộng sản Cuba | 1987 – 1990                                 | Zoila Benitez de Mendoza        | Ernesto Suárez Méndez  |
| III  | 4   |                 | Juan Escalona Reguera (1931–2018)     | Đảng Cộng sản Cuba | 1990 – 1993                                 | Zoila Benitez de Mendoza        | Ernesto Suárez Méndez  |
| VI   | 5   |                 | Ricardo Alarcón (1937–)               | Đảng Cộng sản Cuba | 1993 – 1998                                 | Jaime Crombet Hernández-Baquero | Ernesto Suárez Méndez  |
| V    | 5   | 1998-2003       | Ricardo Alarcón (1937–)               | Đảng Cộng sản Cuba |                                             | Jaime Crombet Hernández-Baquero | Ernesto Suárez Méndez  |
| VI   | 5   | 2003-2008       | Ricardo Alarcón (1937–)               | Đảng Cộng sản Cuba |                                             | Jaime Crombet Hernández-Baquero | Ernesto Suárez Méndez  |
| VII  | 5   | 2008-24/2/2013  | Ricardo Alarcón (1937–)               | Đảng Cộng sản Cuba | Jaime Crombet Hernández-Baquero (2008-2012) | Miriam Brito Saroca             |                        |
| VII  | 5   | 2008-24/2/2013  | Ricardo Alarcón (1937–)               | Đảng Cộng sản Cuba | Ana María Marí Machado (2012-2013)          | Miriam Brito Saroca             |                        |
| VIII | 6   |                 | Esteban Lazo Hernández (1944–)        | Đảng Cộng sản Cuba | 24/2/2013 – 18/4/2018                       | Miriam Brito Saroca             | Ana María Marí Machado |
| IX   | 6   | 18/4/2018 - nay | Esteban Lazo Hernández (1944–)        | Đảng Cộng sản Cuba |                                             | Miriam Brito Saroca             | Ana María Marí Machado |

## Đại biểu
Đại biểu là người đại diện không đòi hỏi đặc quyền cá nhân hay lợi ích kinh tế các loại. Trong nhiệm kỳ đại biểu thực hiện hoạt động của mình, đại biểu nhận cùng lương với nơi làm việc của mình và duy trì kết nối với nó, với mọi mục đích.
Đại biểu Quốc hội không thể bị bắt giam hoặc bị đưa ra tòa mà không có sự chấp thuận của Quốc hội hoặc Hội đồng Nhà nước nếu Quốc hội không họp- ngoại trừ trường hợp bị bắt quả tang.
Nhiệm vụ của đại biểu là "quyền lực được thực thi với trách nhiệm vì lợi ích của người dân", giữ sự tiếp xúc với cử tri, lằng nghe vấn đề của họ, gợi ý và chỉ trích, và giải thích chính sách nhà nước. Đại biểu thể hiện kết quả của mình bằng báo cáo theo luật định.
Sự ủy thác của đại biểu có thể bị thu hồi bất cứ khi nào theo biện pháp và nguyên nhân của luật định.
Đại biểu có quyền yêu cầu thông tin tới Hội đồng Nhà nước, Hội đồng Chính phủ hoặc các thành viên hoặc cả hai và yêu cầu thông tin được cung cấp trả lời trong suốt phiên họp của Quốc hội hoặc phiên họp kế tiếp.
Tất cả các cơ quan nhà nước và doanh nghiệp được yêu cầu hợp tác cần thiết để đại biểu có thể hoàn thành tốt nhiệm vụ trong Quốc hội.